# Хачиоџи
Хачиоџи (јап. 八王子市) град је у Јапану у префектури Токио. Према попису становништва из 2005. у граду је живело 560.048 становника.

## Становништво
Према подацима са пописа, у граду је 2005. године живело 560.048 становника.
| 1995.   | 2000.   | 2005.   |
| ------- | ------- | ------- |
| 503.363 | 536.046 | 560.048 |